# جيف هوستتلر
جيف هوستتلر (بالإنجليزية: Jeff Hostetler)‏ هو لاعب كرة قدم أمريكية أمريكي، ولد في 22 أبريل 1961 في يورك في الولايات المتحدة.

## وصلات خارجية
- جيف هوستتلر على موقع مرجع كرة القدم المحترفة.كوم (الإنجليزية)